# Кунунарра (аэропорт)
 Кунунарра  — аэропорт, расположенный в Кунунарра, Западная Австралия, в 2,5 километрах от центра города. Аэропорт находится на высоте 44 метра над уровнем моря.

## Чартерные авиакомпании
- Shoal Air
- Alligator Airways
- Heliwork WA
- Slingair

## Статистика
Аэропорт занял 46-е место в Австралии по количеству обслуженных в 2009—2010 годах пассажиров.
| Год     | Пассажиров | Взлётов-посадок |
| ------- | ---------- | --------------- |
| 2001-02 | 37134      | 2200            |
| 2002-03 | 37160      | 2671            |
| 2003-04 | 40239      | 2625            |
| 2004-05 | 48051      | 2681            |
| 2005-06 | 50901      | 2556            |
| 2006-07 | 60680      | 3048            |
| 2007-08 | 69483      | 2817            |
| 2008-09 | 74742      | 2488            |
| 2009-10 | 81933      | 2514            |